# Volo Pegasus Airlines 8622
Il volo Pegasus Airlines 8622 era un volo passeggeri nazionale di linea da Ankara a Trebisonda, in Turchia. Il 13 gennaio 2018, durante l'atterraggio sulla pista 11 dell'aeroporto di Trebisonda, il Boeing 737-800 operante il volo è uscito sulla sinistra della pista ed è parzialmente scivolato lungo un pendio. Sebbene non vi siano state vittime o feriti tra i 168 passeggeri e membri dell'equipaggio a bordo, l'aeromobile è stato danneggiato irreparabilmente e successivamente demolito.

## L'aereo
Il velivolo coinvolto nell'incidente era un Boeing 737-82R, numero di serie 40879, numero di linea 4267, marche TC-CPF e denominato Zeynep, gestito dalla compagnia aerea turca Pegasus Airlines. Il velivolo volò per la prima volta il 15 novembre 2012. Aveva effettuato 9 voli il giorno dell'incidente, e i vari piloti che si sono susseguiti non hanno segnalato danni o problemi di alcun tipo. Dopo l'accaduto, il Boeing è stato demolito.

## L'incidente
L'aereo è atterrato alle 23:26 ora locale (20:26 UTC). Dopo l'atterraggio, il 737 ha virato a sinistra, è uscito di pista ed è scivolato lungo un pendio. L'aeromobile si è fermato in una posizione instabile e non è finito in mare a causa del terreno bagnato e del carrello di atterraggio bloccato nel terreno fangoso. L'equipaggio ha ordinato l'evacuazione di emergenza. L'aereo ha subito danni sostanziali: il motore destro si è staccato ed è finito nel Mar Nero. Al momento dell'incidente pioveva e la visibilità era di 4 chilometri. L'aeroporto è stato chiuso fino alle 08:00 ora locale (05:00 UTC) del giorno successivo. L'aereo è stato rimosso dalla parete il 18 gennaio. Durante l'operazione di recupero, l'aeroporto di Trebisonda è stato chiuso di nuovo, e gli aerei dirottati all'aeroporto di Ordu-Giresun.

## Le indagini
Il governatore della provincia di Trebisonda ha dichiarato che è stata aperta un'indagine sull'incidente. La direzione generale dell'aviazione civile è responsabile delle indagini sugli incidenti aerei in Turchia.
Uno dei piloti ha affermato che un motore aveva avuto un aumento di potenza, che aveva causato un'asimmetria di spinta e la conseguente uscita di pista.